# Tatuaggi (singolo)
Tatuaggi è un singolo del gruppo musicale italiano Psicologi insieme ad Ariete, pubblicato il 16 settembre 2020.

## Tracce
Testi e musiche di Alessio Aresu e Arianna Del Giaccio.
1. Tatuaggi – 3:06

## Classifiche
| Classifica (2020) | Posizione massima |
| ----------------- | ----------------- |
| Italia            | 45                |